# Plaszma OS
Plaszma OS é um sistema operativo desenvolvido pela Creative Labs, direcionado a dispositivos móveis. O sistema permite a criação de aplicações nativas e baseadas na web, com o diferencial em seu processamento visual, capacidade multimídia e o uso de processadores ZMS e das plataformas Plaszma.
Baseado no núcleo Linux, o Plaszma OS suporta os padrões API, que incluem uma extensa lista de codecs multimídia, vídeos, imagens, áudio, aplicações baseadas na Web 2.0, gráficos 2D e 3D e tela sensível ao toque.
O kit de desenvolvimento de software (Plazma SDK), fornece ferramentas de programação, bibliotecas, documentação e amostras necessárias para a criação de novas mídias baseadas neste sistema	. 

## Visão Geral
- C/C++.
- Padronização API.
- Adobe Flash Lite 3.1.
- Multi-tarefa, multi-toque.
- Gravação e reprodução HD.
- Gerenciamento de identidade.
- Suporta a gráficos em 2D e 3D.
- Serviços de rede e gerenciamento de eventos.
- Sensor de movimentação (acelerômetro GPS, luz ambiente).
- Opera Web 2.0 que suporta CSS, XHTML, JavaScript e Ajax.
- Grande gama no suporte a vídeos, imagens e formatos de áudio.